# Gmina Douglas (hrabstwo Appanoose)

Położenie Gminy Douglas w hrabstwie Appanoose

Gmina Douglas (ang. Douglas Township) – gmina w USA, w stanie Iowa, w hrabstwie Appanoose. Według danych z 2000 roku gmina miała 188 mieszkańców.